# NGC 4118
NGC 4118 је лентикуларна галаксија у сазвежђу Ловачки пси која се налази на NGC листи објеката дубоког неба.
Деклинација објекта је + 43° 6' 41" а ректасцензија 12h 7m 52,9s. Привидна величина (магнитуда) објекта NGC 4118 износи 14,7 а фотографска магнитуда 15,6. NGC 4118 је још познат и под ознакама MCG 7-25-28, CGCG 215-30, PGC 38507.